# Cuero cabelludo

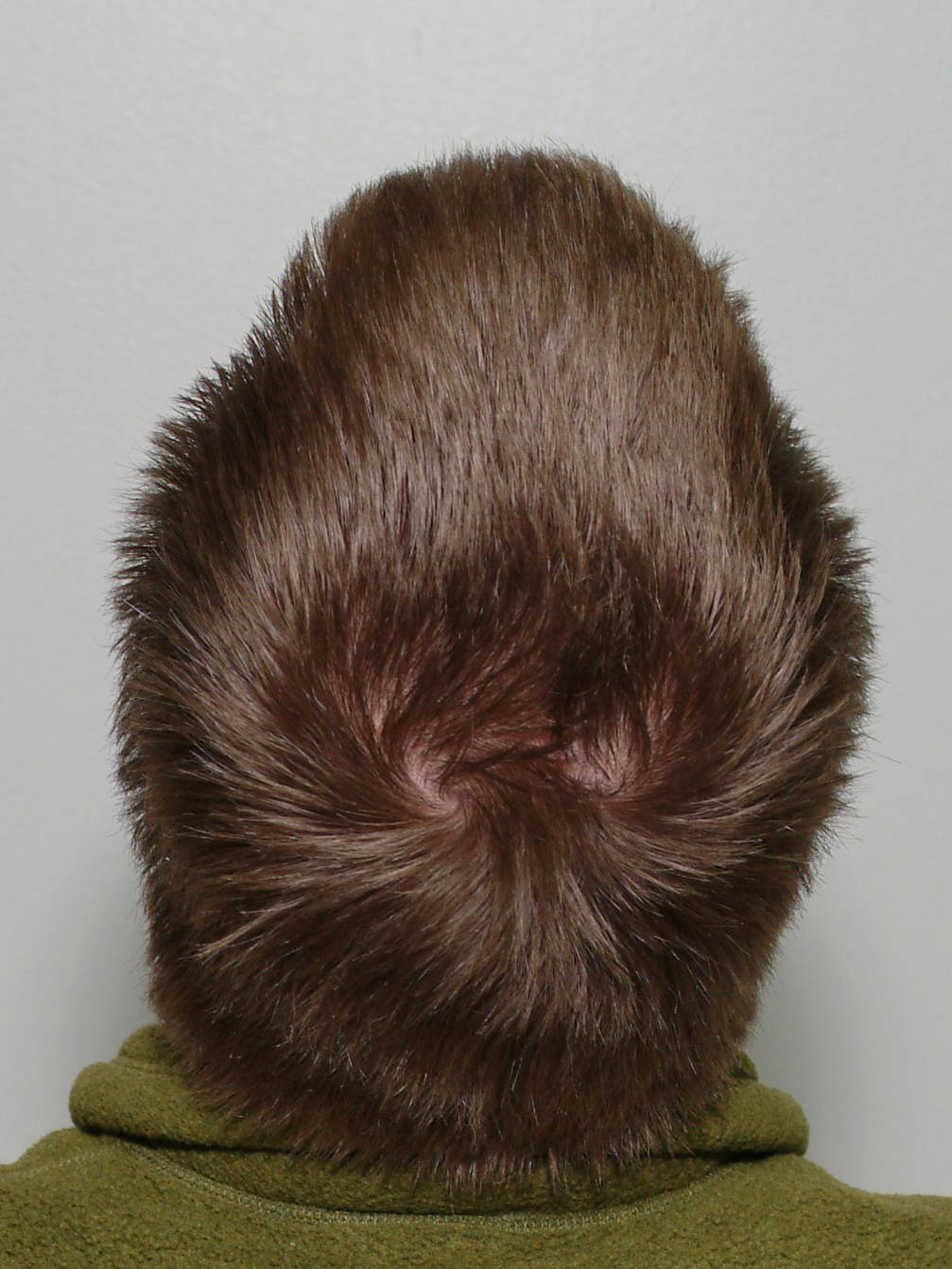
Cuero cabelludo.

El cuero cabelludo es la piel que reviste el cráneo del ser humano y que posee cabello. Es diferente de las otras pieles por el motivo de que bajo esta piel existe una estructura muy vascularizada, formada por una ramificación enorme de vasos sanguíneos y que es la responsable de las grandes hemorragias que causan las heridas que se producen aquí.
Este tejido fino, frágil y altamente vascularizado recibe el nombre de galea aponeurótica. Las heridas en este lugar deben ser necesariamente suturadas para evitar la formación de hematomas. 
La más externa de sus cinco capas es en la que se presenta la caspa.

## Anatomía
El cuero cabelludo se compone de piel (de ordinario, con cabello) y de tejido subcutáneo. Cubre la calota desde las líneas nucales superiores del hueso occipital hasta los bordes supraorbitarios del hueso frontal. El cuero cabelludo se extiende lateralmente sobre la facia temporal hasta los arcos cigomáticos. Anatómicamente, el cuero cabelludo está considerado como una estructura única, independiente de la piel.
Está formado por cuatro capas que son:
- Piel: el grosor de la epidermis y dermis varía entre 3 y 8 mm.
- Epicráneo y galea aponeurótica: los músculos occipital y frontal se conectan en el vértice del cráneo por la llamada galea aponeurótica, que constituye la lámina más firme y resistente del cuero cabelludo y es también la responsable de la escasa posibilidad de distensión del mismo.
- Subepicráneo (plano subgaleal o espacio de Merkel): Es el espacio entre la galea y el epicráneo ocupado por un tejido delgado y lacio con pocos vasos sanguíneos. Su laxitud permite la movilidad de las capas superiores.
- Pericráneo: Es el estrato profundo, íntimamente adherido a la tabla externa del cráneo.

### Cabello
Es un filamento queratinizado que emerge del folículo piloso. Está formado por células muertas debido a la formación de queratina. Su crecimiento se debe a la rápida producción de células en el interior de la matriz.
Toda piel es pilosa, excepto la de las palmas de las manos y las plantas de los pies.

### Folículo piloso
Es una bolsa epidérmica, en cuya base está el bulbo, así mismo en la base se halla la papila. Este folículo tiene dos capas, epidérmica y dérmica, la misma que se encuentra bien vascularizada e inervada. Además en el cuello del folículo piloso se inserta el músculo piloso del cuero cabelludo cuya función es elevar el pelo.

### Irrigación
La circulación principal se basa en la arteria carótida externa a través de tres ramificaciones.
- Arteria temporal superficial
- Arteria occipital
- Arteria auricular posterior.

La zona frontal del cuero cabelludo esta irrigada por otras dos arterias, dependientes de la carótida interna que son la arteria supratroclear, y supraorbitaria.
La Irrigación venosa que acompaña a las raíces arteriales se vacían en la yugular externa, y las venas frontales y supraorbitarias desaguan en las venas oftálmicas y luego en el seno cavernoso.
La innervación sensoria frontal, está provista por las ramas del nervio frontal interno y dos ramos del nervio supraorbitario que provienen del nervio medio oftálmico, rama del trigémino. El nervio malar inerva la zona temporal por la rama cigomático temporal, también del trigémino. El nervio auriculotemporal rama del trigémino, inerva la zona parietal. Por último está el nervio occipital mayor, que es la raíz posterior de la segunda raíz Cervical del plexo braquial, que brinda la inervación motora de los músculos profundos de la nuca y la sensitiva sobre la zona occipital. este último da origen a la conocida neuralgia de Arnold. Todos los nervios del cuero cabelludo atraviesan la zona densa de la facia superficial, entre la calota y los tegumentos suprayacentes.